# Anderson Batatais
Anderson Batatais, właśc. Anderson Luis da Silva (ur. 22 grudnia 1972) – brazylijski piłkarz występujący na pozycji obrońcy.

## Kariera piłkarska
Od 2001 do 2008 roku występował w Paulista, Albirex Niigata, Atlético Sorocaba, Coritiba i Ponte Preta.